# Vorwärts
Vorwärts - Organ der Sozailistischen Partei Jugoslawiens je bil socialistični tednik v nemškem jeziku, izhajal v Krškem, 1923 - 1924, izdajal Pokrajinski odbor za Slovenijo. 
Časnik je prvič izšel 4. avgusta 1923. Uvodni članek v prvi številki je bil napisan v slovenščini, sicer so vsa besedila v nemščini. Zadnja številka je izšla julija 1924. Časnik naj bi izhajal vsako soboto, vendar časovni zamiki niso bili nič nenavadnega, včasih pa sploh ni izšel. 